# Club Disbauxa
Club Disbauxa (títol original: Club Dread) és una pel·lícula estatunidenca dirigida l'any 2004 per Jay Chandrasekhar i protagonitzada pel grup Broken Lizard. Ha estat doblada al català.

## Argument
Benvinguda a l'illa de plaers de Coconut Pete, un lloc d'estiueig on l'alcohol circula a raig. Però els plaers llibertins ràpidament agafen un gir fatal quan els empleats de l'illa, estranyament incompetents, es troben amb un assassí en sèrie i maníac del matxet.

## Repartiment
- Jay Chandrasekhar: Putman
- Kevin Heffernan: Lars
- Bill Paxton: Coconut Pete
- Nat Faxon: Manny
- Michael Weaver: Roy
- Jordan Ladd: Penelope
- Brittany Daniel: Jenny
- Steve Lemme: Juan
- Paul Soter: Dave
- Erik Stolhanske: Sam
- Lindsay Price: Yu
- Juliol Bekhór: Carlos
- M.C. Gainey: Hank
- Samm Levine: Dirk

## Rebuda
- Crítica: "Comèdia eixelebrada + Gran Germà + cinema de terror juvenil + La selva dels famosos + cinema porno igual a 'Club Extralimit'. Això sí, cada ingredient en una dosi molt baixa en calories, no se'ls converteixi en una pel·lícula de debò i l'armin. (...) guió de parvulari"[3]
- Té unes valoracions del 45% a Metacritic i del 29% a Rotten Tomatoes.

## Rodatge
La història està ambientada a Costa Rica, però la filmació va tenir lloc en diverses selves de Mèxic.